# Sásánovci
Sásánovci byla královská dynastie, vládnoucí ve starověké Persii v letech 224 až 651. Dobu jejího panování vymezuje pád parthské arsakovské dynastie na počátku 3. století a arabská expanze ve století 7. Těžiště sásánovské říše se nacházelo na území současných států Írán a Irák, králové však dočasně ovládali i oblast dnešního Jemenu, Sýrie, Turecka, Egypta, Afghánistánu, Pákistánu, Turkmenistánu, Arménie a Ázerbájdžánu.

## Počátky

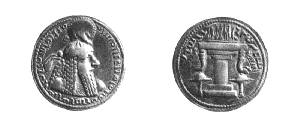
Mince Ardašíra I. (224–240/241)

Sásánovci, poslední předislámská dynastie v Persii, odvozují svůj původ od duchovního jménem Sásán, který byl kolem roku 200 n. l. veleknězem chrámu bohyně Anáhity ve městě Stachru v Persidě, dnešním Fársu. Je o něm relativně málo známo, stejně jako o jeho synovi Pápakovi, jenž se již domohl jistého politického vlivu v centrálním Íránu. Pápakův syn Ardašír zahájil někdy v druhém desetiletí 3. století vzpouru proti parthskému velkokrálovi Artabanu IV., porazil ho po několikaletých bojích roku 224 na planině Óhrmazdakán a vyvrátil parthskou říši, existující více než tři sta let. Svými výboji založil nový státní útvar, říši novoperskou či sásánovskou, která zanikla až v 7. století pod náporem muslimských arabských vojsk; v roce 226 se nechal slavnostně korunovat v Ktésifóntu na velkokrále.
Vnitropoliticky prosazoval první Sásánovec politiku dorozumění s parthskou nobilitou, jež disponovala značnou mocí, zahraničněpoliticky započal takřka ihned s expanzí vůči římské říši, ovládající od dob Septimia Severa oblast severní Mezopotámie. Ačkoli válka mezi oběma mocnostmi skončila roku 233 v podstatě nerozhodně, v následujících letech se Peršanům podařilo dobýt několik římských opěrných bodů na horním Eufratu, což připravilo půdu pro další ofenzívní akce v budoucnu. Celkově měla perská říše za Ardašíra zhruba stejnou rozlohu jako říše parthská, rozdíl byl jen v tom, že sásánovský stát byl mnohem centralizovanějším a méně heterogenním útvarem než jeho parthský předchůdce.

## Šápúr I. a jeho nástupci

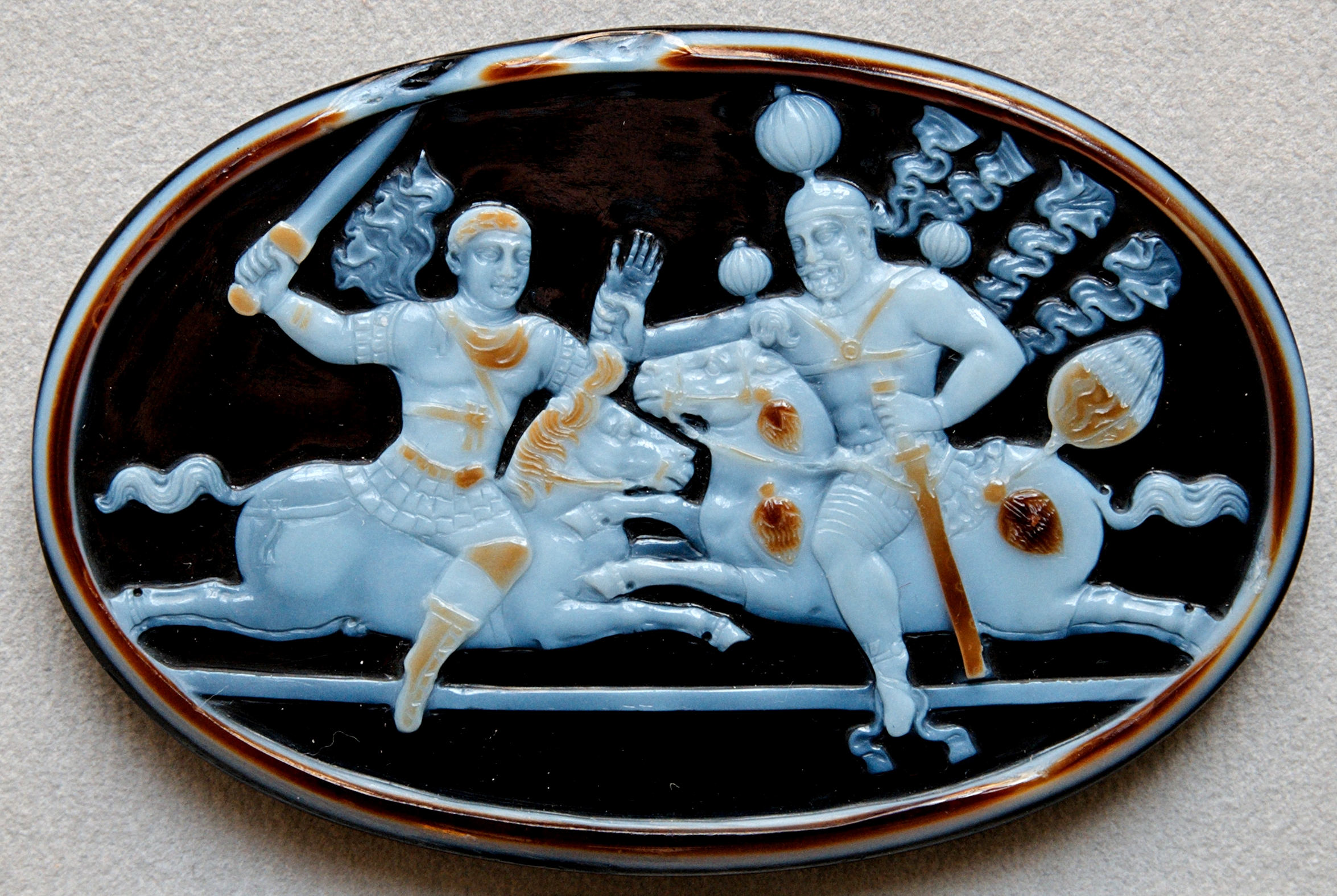
Kamej zobrazující zajetí římského císaře Valeriana sásánovským králem Šápúrem I.

Ardašírův syn Šápúr I., který jako první sásánovský panovník užíval titulu král králů Éránu a Anéránu (tj. Neíránu), je právem považován za jednoho z nejvýznamnějších válečníků v celých dlouhých dějinách Persie. Známé jsou zejména jeho tři výpravy proti římské říši, jež skončily těžkými porážkami císařských legií na hranicích obou zemí (při třetí výpravě v roce 260 zajal Šápúr dokonce římského císaře Valeriana a s mnoha význačnými Římany ho odvedl do své vlasti). Šápúr rovněž ovládl pro svůj rod Arménii, římský vazalský stát spravovaný vedlejší linií Arsakovců, a po celé říši zakládal četná nová města (Gundéšápúr, Bíšápúr a další). Nábožensky byl tolerantní (mj. i vůči křesťanům a manichejcům), přesto však nastal za jeho vlády zřetelný rozmach zarathuštrismu, spojený s posílením vlivu jeho kněží – mágů.
Po Šápúrově smrti roku 271/272 se na trůně vystřídali dva jeho synové, ale jejich vláda trvala příliš krátce na to, aby v dějinách zanechali větší stopu. Teprve další král, Šápúrův vnuk Bahrám II. (276–293), se udržel u moci déle a má proto jako panovník svůj význam. Ačkoli nebyl zdaleka tak energický jako jeho děd, podařilo se mu odrazit nebezpečný vpád Římanů, stále toužících odčinit porážky z předchozích let. Ve vnitropolitické oblasti měl na Bahráma značný vliv zarathuštrovský duchovní Kartír, který ostře vystupoval proti jinověrcům – křesťanům, manichejcům, židům a buddhistům.
Za krále Narséa (293–302) propukl opět konflikt s římskou říší, tentokrát kvůli Arménii, která se s pomocí císaře vymanila z perského vlivu (asi už na sklonku Bahrámovy vlády). Zpočátku probíhaly boje poměrně úspěšně pro sásánovskou stranu, avšak karta se rychle obrátila a po vážných porážkách musel velkokrál uzavřít roku 297/298 nevýhodnou mírovou smlouvu z Nisibis, jež přiznávala Římanům svrchovanost nad Arménii i nad Gruzií. Až do vlády Šápúra II. se již na perském trůně neobjevil panovník, který by měl ve vnitřních i zahraničněpolitických ohledech větší význam.

## Vláda Šápúra II.

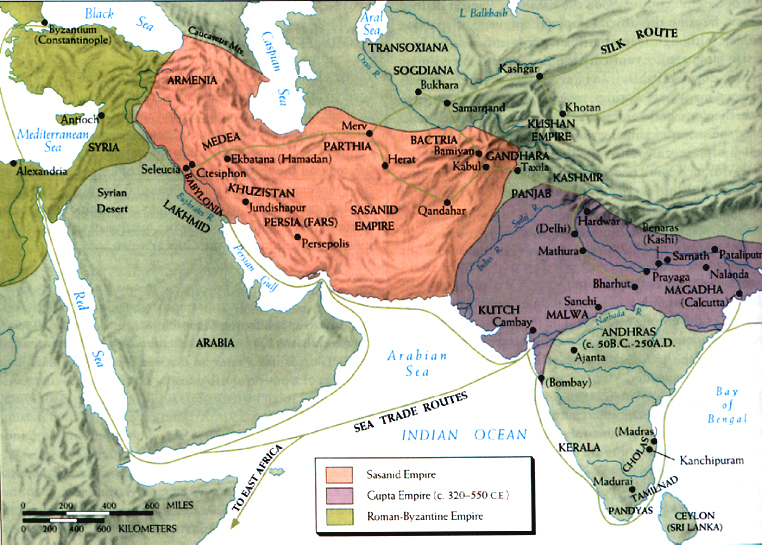
Sásánovská říše za Šápúra II.

Narséův vnuk Šápúr II. má mezi sásánovskými králi jeden primát – stál v čele perského státu plných sedmdesát let (309–379). Byl to panovník schopný a energický, v mnohém podobný svému pradědu Šápúru I. z předchozího století. Jeho vláda se vyznačovala vleklým válečným konfliktem s římskou říší, který sice nepřinesl výraznější územní zisky, zato však zjednal Peršanům respekt u sousedů na západě a celkově posílil královskou moc. Obléhání a dobytí města Amidy na římsko-perském pomezí či pokus římského císaře Iuliana obsadit perské hlavní město Ktésifón se zapsaly trvale do válečných análů římských a perských dějin.
Zahraničněpolitické záležitosti za Šápúra silně ovlivňovaly domácí politiku. Koncem třicátých let, kdy začal konflikt s Římem, začala i dlouholetá perzekuce perských křesťanů, které král a zarathuštrovské kněžstvo považovali za exponenty římské politiky (do doby Šápúrova panování spadá vnějšková christianizace římské říše za Konstantina Velikého). Jednou z prvních obětí perzekuce, jež vyvolala v říši značné společenské napětí, byl i nejvyšší představitel perské církve, ktésifóntský biskup Šimon bar Sabba‘é. Pronásledování sporadicky pokračovalo ještě za Šápúrova nástupce Ardašíra II.
Navzdory těmto problémům byl Šápúr II. bezpochyby jedním z největších panovníků, kteří kdy seděli na perském trůně. Byl nadaný stejnou měrou vojensky i diplomaticky a přivedl sásánovskou říši na vrchol moci. To si uvědomovali již současníci, např. římský kronikář Ammianus Marcellinus, který se v jedné fázi osobně zúčastnil bojů s králem. V íránské tradici je Šápúrova doba označována za "zlatý věk".
Za vlády tohoto panovníky se předpokládá sepsání Sasánského archetypu avesty.

## Krize v 5. století
Žádný z králů vládnoucích v příštích sto letech nedosáhl Šápúrova formátu a ani ti nejschopnější nedokázali zabránit postupnému úpadku říše. Příčin bylo více, od posílení moci šlechty na úkor panovníka až po vyčerpávající boje s Hefthality na východě, které perskou říši dokonce přivedly do politické závislosti na protivníku. Také mimořádné sucho a s tím spojená neúroda v šedesátých letech 5. století otřásly postavením velkokrále, třebaže se podařilo zamezit rozsáhlejším projevům hladomoru. Podobně jako na západě, kde právě zanikal antický svět, i na východě procházel dosavadní řád závažnou krizí – a neméně dramaticky.
Z událostí 5. století mají největší význam porážka krále Péróze I. v boji s Hefthality (484) a takzvané mazdakovské bouře v devadesátých letech, které jistou dobu ohrožovaly stabilitu celého společenského uspořádání v říši. Tyto nepokoje, spjaté s osobou náboženského reformátora Mazdaka, měly při zpětném pohledu za následek nikoli spravedlivější rozdělení majetku (jak Mazdak požadoval), nýbrž zlomení moci vysoké šlechty a opětovné posílení královské autority. V tomto smyslu přispěly k novému rozmachu sásánovské říše v 6. století.
Na postavení křesťanů ve státě mělo značný vliv prosazení nestoriánství jako závazné formy věrouky v roce 484 (koncil v Gundéšápúru). Protože nestoriáni se nacházeli ve schismatu s ortodoxními křesťany na západě, přestali sásánovští králové pohlížet na své křesťanské poddané jako na římskou pátou kolonu a nechali je svobodně vyznávat jejich víru.

## Rozmach za Husrava I.
Husrav I., zvaný v západních pramenech Chosróés (531–579), byl po dlouhé době dalším skutečně významným panovníkem na sásánovském trůně, schopným organizátorem i vojevůdcem, jehož vládu lze srovnávat s panováním Šápúra II. před dvěma stoletími. Z perské říše se jeho přičiněním stala opět velmoc v mezinárodním měřítku – jeden z projevů reforem, jež státu zajistily stabilitu ve společenské a hospodářské oblasti. Podobně jako Šápúr i Husrav vedl vleklé války s východořímskou říší na západě, aniž by docílil větších územních zisků, na rozdíl od svého předchůdce však rozšířil hranice říše podstatnou měrou na jihu a severovýchodě (Jemen, Střední Asie).

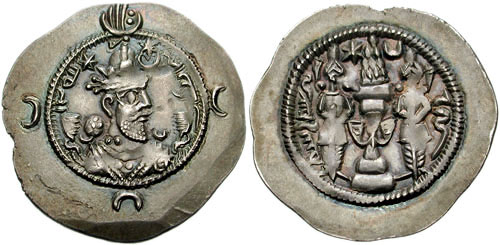
Mince Husrava I.

Z Husravových reforem je nejvýznamnější daňová reforma, která koruně zajistila mnohem více financí, než měla dosud k dispozici, a reforma armády, díky níž získala říše lepší prostředky k vedení války. Klidu a stabilitě prospělo i konstituování loajální dvorské šlechty, třebaže z dlouhodobé perspektivy to neodstranilo antagonismus mezi panovníkem a magnáty.
V kulturní sféře je Husravova doba neméně důležitá. Král sám byl vzdělaný, literárně činný muž, který se zajímal o filozofické a náboženské otázky, přičemž nedělal rozdílu mezi věděním západu (Řecko) a východu (Indie). Známý je případ několika novoplatónských filozofů, kteří našli útočiště na jeho dvoře, poté co byla zavřena pohanská athénská akademie. V architektuře se za jeho vlády projevuje silné ovlivnění západními vzory, což zčásti souviselo s přílivem římských zajatců během válek s Konstantinopolí.

## Otřes a poslední vzepětí
Po Husravově smrti převzal vládu jeho syn Hormizd IV., muž, který se svými schopnostmi ani zdaleka nevyrovnal otci a navíc si svou despotickou povahou znepřátelil šlechtu i vojsko. V letech 589–590 proti němu vypukla vzpoura v armádě, jež k moci vynesla prvního nesásánovského krále Bahráma VI. z rodu Mihránů, zatímco právoplatný dědic trůnu, princ Husrav, uprchl do východořímské říše. V roce 591 Východní Římané poprvé v historii intervenovali a po porážce Bahráma VI. vybojovali korunu pro prince Husrava.

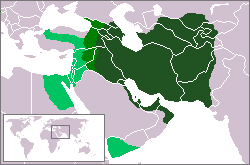
Sásánovská říše v době svého největšího rozsahu kolem roku 620

Husrav II. upevnil během deseti let svou zprvu vratkou moc natolik, že mohl roku 603 zahájit novou válku s Konstantinopolí, která mu dopomohla k trůnu. Jako záminku si vzal zavraždění svého někdejšího ochránce Maurikia uzurpátorem Fokou – mohl se tak stylizovat do role Maurikiova mstitele. Již kolem roku 605 dobyla perská vojska pohraniční pevnosti Edessu, Amidu, Mardin a Aleppo (Berroiu) a konflikt pokračoval i po Fokově pádu v roce 610, třebaže nový císař Herakleios usiloval o mír.
V letech 611–619 se zdálo, že se Husrav II. zapíše do perských dějin jako jeden z největších dobyvatelů – Sýrie, velká část Malé Asie, Palestina a Egypt, to vše padlo do jeho rukou a bylo obsazeno sásánovskými jednotkami. Císaři Herakleiovi se jeho říše zmenšila zhruba o třetinu, přestože se ze všech sil snažil situaci stabilizovat. Nakonec se však karta přece jen obrátila a od roku 622 dopadala na Peršany rána za ranou (vrcholem byla porážka u Ninive roku 627). Husravova politika tak skončila naprostou katastrofou.

## Pád dynastie
Porážka ve válce s císařem Herakleiem způsobila svržení Husrava II. palácovým převratem, což uvrhlo perský stát do těžké vnitropolitické krize – během pěti let (628–633) se na trůně vystřídalo celkem deset panovníků, někteří jen lokálního významu. Byl mezi nimi jeden nesásánovský král Kavád II., vojevůdce Šahrvaráz, a dokonce i dvě královny, Bórán a Ázarméducht. Teprve roku 633 se situace jakž takž stabilizovala a moci se chopil vnuk Husrava II. Jazdkart III., jemuž bylo souzeno stát se posledním vládcem dynastie.
Perská říše potřebovala po dlouholetých válkách na západě a následných vnitřních rozbrojích především klid, ale v této kritické chvíli jí zcela nečekaně vyvstal nový soupeř – arabské kmeny, politicky sjednocené vystoupením Mohamedovým. Již v roce 634 dorazilo k perskému dvoru arabské poselstvo, jehož členové vyzvali krále Jazdkarta, aby buď přestoupil k islámu, nebo platil medínskému chalífu Umarovi tribut. Když to Jazdkart odmítl, vpadla muslimská vojska do Mezopotámie, porazila sásánovská vojska v bitvě u Kádisíje a v roce 637 vstoupila bez boje do Ktésifóntu. Velkokrál s dvorem uprchli na východ.
Následoval řetěz vojenských porážek, vrcholící roku 642 bitvou u Nehávandu v Médii, která prakticky rozhodla o arabském vítězství. Odpor zbytků Jazdkartových jednotek sice trval až do roku 651, kdy byl velkokrál zavražděn a do muslimských rukou padl Chorásán na východě Íránu, fakticky ale říše zanikla již ve čtyřicátých letech. Nastala éra muslimského Íránu, vláda Sásánovců i vláda zarathuštrismu jako dominující víry v oblasti byla minulostí.